# 埃米·麦基尔罗伊
埃米·麦基尔罗伊（英語：Amy McIlroy，1991年3月22日—），旧姓布伦顿（Brenton），新西兰女子草地滚球运动员。她曾代表新西兰参加2014年英联邦运动会草地滚球比赛，获得女子四人铜牌。